# Il circo di Sbirulino
Il circo di Sbirulino è stato un programma televisivo italiano di genere contenitore per ragazzi, trasmesso da Canale 5 e successivamente Italia 1 per due edizioni tra il 1982 e il 1984.

## Il programma
È stato fra i primi programmi di genere contenitore pomeridiano per ragazzi prodotto dalle reti Fininvest.
La prima edizione ha preso il via il 7 novembre 1982 alle 13:50 su Canale 5. Conduttrice era Sandra Mondaini nei panni di Sbirulino, la quale, coadiuvata da Tonino Micheluzzi e dagli interventi musicali di Augusto Martelli, collocata in una scenografia dallo stile circense, interpretava varie parodie comiche di fronte ad un pubblico di bambini in studio, e lanciava i vari cartoni animati e telefilm della rete.
La seconda edizione è iniziata l'8 aprile 1984, alle 19:30 su Italia 1. Le puntate venivano registrate presso gli studi Telepro di Milano, in Via Giotto 36, gli stessi del quiz Bis.

## Programmi trasmessi

### Cartoni animati
- Asterix
- Candy Candy
- Charlie Brown
- Gatchaman - La battaglia dei pianeti
- Golion
- Gotriniton
- I Puffi
- L'ape Maia
- La regina dei mille anni
- Piccole donne
- Bambino Pinocchio
- Tansor 5
- Tom & Jerry

### Telefilm
- Alice
- Baretta
- Il mio amico Arnold
- Enos
- L'albero delle mele
- Galactica
- General Hospital
- Giorno per giorno
- Hazzard
- I Jefferson
- Il mio amico Ricky
- Il ritorno di Simon Templar
- Jenny e Chachi
- Kung fu
- L'uomo da sei milioni di dollari
- L'uomo di Atlantide
- La piccola grande Nell
- Le rocambolesche avventure di Robin Hood contro l'odioso sceriffo
- Lou Grant
- Love Boat
- Mary Tyler Moore
- Maude
- Ralph Supermaxieroe
- Search
- Serpico
- Spazio 1999
- T.J. Hooker
- Tarzan
- The Doctors
- Arcibaldo
- Wonder Woman